# Hydriomena speciosata
Hydriomena speciosata là một loài bướm đêm trong họ Geometridae.